# Vera (seizoen 7)
Dit artikel vat het zevende seizoen van Vera samen. Dit seizoen liep van 19 maart 2017 tot en met 9 april 2017 en bevatte vier afleveringen. 

## Rolverdeling

### Hoofdrollen
- Brenda Blethyn - DCI Vera Stanhope
- Riley Jones - DC Mark Edwards
- Jon Morrison - DC Kenny Lockhart
- Kenny Doughty - DS Aiden Healy
- Christopher Colquhoun - dr. Anthony Carmichael
- Lisa Hammond - Helen Milton

## Afleveringen
| Nr. | Aflevering | Titel             | Schrijver                            | Regisseur       | Selectie gastrollen | Uitzenddatum  |  |
| --- | ---------- | ----------------- | ------------------------------------ | --------------- | --- | ------------- |  |
| 25 | 1          | Natural Selection | Helen Jenkins                        | Jamie Childs    | Joe Blakemore - Peter Haden Andrew Havill - Gareth Anderson Kerrie Hayes - Alice Wyatt Emily Joyce - Caroline Andersen Georgia Maguire - Vicki Hogarth                                     | 19 maart 2017 |  |
| Vera gaat op onderzoek uit naar de verdachte dood van Gemma Wyatt op Ternstone, een afgelegen en moeilijk bereikbaar eiland voor de kust van Northumberland. Hoewel de vrienden en familie van het slachtoffer geloven dat zij gestorven is door een noodlottig ongeluk, worden er bewijzen gevonden dat dit niet het geval is. Bij de familie en vrienden van Gemma worden verdachte omstandigheden gevonden, en Vera moet nu alle puzzelstukjes vinden om deze zaak op te lossen. Tevens krijgt zij te maken met de populaire en succesvolle parkopzichter, die ook op het lijstje van de verdachten terecht komt. Als blijkt dat Gemma alleen op het eiland werd achtergelaten komt de vraag wie de gevaarlijke overtocht heeft gemaakt om haar te doden, en waarom? |            |                   |                                      |                 | |               |  |
| 26 | 2          | Dark Angel        | Paul Matthew Thompson                | Louise Hooper   | Mark Asante - John Hammond Nigel Betts - Brian Bennick Ace Bhatti - Stuart Mayfield | 26 maart 2017 |  |
| In de rivier wordt een verdronken jongeman gevonden, en zonder identiteitspapieren wordt het moeilijk voor Vera en haar team om erachter te komen wie hij was. Vera wordt nu gedwongen om zijn identiteit te ontdekken met alleen een rouwring om zijn nek, naaldsporen in het lichaam en een drugszakje met een opmerkelijke stempel van Dark Angel. De stempel brengt Vera naar Gateshead en het criminele milieu van Newcastle upon Tyne waar het slachtoffer Nathan contact had met gevaarlijke criminelen. Deze criminelen hadden ieder voor zich persoonlijke redenen om Nathan uit te schakelen. Maar het onderzoek neemt dan een onverwachte wending als een getuige Vera en Aiden naar een plek brengt van een eerdere misdaad, een verlaten boerderij waar dertienjaar geleden een moord plaatsvond. Zou er een connectie zijn tussen de moord op Nathan en deze dertien jaar oude moord? |            |                   |                                      |                 | |               |  |
| 27 | 3          | Broken Promise    | Robert Murphy                        | Lee Haven Jones | Philip Arditti - John Greenhill Nathalie Armin - Eva Motian Hebe Beardsall - Jennifer Marston Chris Gordon - Rory Marston Stuart Graham - Alan Marston Steven Elder - Steve Devonshire     | 2 april 2017  |  |
| Vera wordt naar de universiteit van Northumberland geroepen, wanneer de jonge student Jamie Marshall de dood vindt na een val van een universiteitsgebouw. Zonder getuigen en sporen van een worsteling vraagt Vera zich af of dit een moord is, maar na bezoek aan haar vrienden en familie krijgt zij een persoon in beeld die hem dood zou willen. Het verdere onderzoek brengt haar dieper in het leven van Jamie, en het blijkt dat alles niet zo is als het lijkt. Zijn op het oog vrolijk leven werd in twijfel getrokken door vlogberichten, wat zijn leven in een ander daglicht zette. Dit zorgde voor woede en wrok bij Jamie, maar waar verzette hij zich dan tegen. |            |                   |                                      |                 | |               |  |
| 28 | 4          | The Blanket Mire  | Paul Matthew Thompson Martha Hillier | John Hayes      | Kieron Bimpson - Owen Tomlinson Kate Dickie - Nell Hinkin Louis Dobson - Jason Hinkin Lu Corfield - Jo Travers Steve Evets - politieagent George Wooten Florian Ghimpu - Janisz Hiszpanski | 9 april 2017  |  |
| Landmeters doen in Northumberland een schokkende ontdekking, zij vinden een dode jonge vrouw die in de grond ligt begraven. Op de vindplek denken Vera en haar team dat het gaat om de zes weken geleden verdwenen Mia Hinkin. Vera wordt nu gedwongen om dit vreselijke nieuws te melden aan de familie van Mia, die al zes weken in spanning op nieuws wachten. Met de vondst van haar lichaam zo dicht bij haar huis probeert Vera de laatste uren van Mia te reconstrueren, om zo te ontdekken wie haar vermoordt heeft en waarom? |            |                   |                                      |                 | |               |  |